# Bahnhof Brühl-Kierberg
Der Bahnhof Brühl-Kierberg (bis Dezember 2016 nur Kierberg) liegt an der Bahnstrecke Hürth-Kalscheuren–Ehrang (Eifelstrecke) im Brühler Stadtteil Kierberg. Die Station ist heute nur noch ein Haltepunkt und kein Bahnhof im betrieblichen Sinne mehr. Sie wird von der Regionalbahn RB 24 von Köln über Euskirchen nach Kall bedient.
Das repräsentative ehemalige Empfangsgebäude des einstigen Kaiserbahnhofs ist ein Baudenkmal und dient heute als Restaurant Kaiserbahnhof.

## Heutige Situation
Die modernen Haltepunktanlagen wurden zuletzt von Dezember 2006 bis zum 13. März 2008 saniert. Dabei wurde ein Mittelbahnsteig eingerichtet, der über eine neue Personenunterführung mit Treppen und zwei Aufzügen erreichbar ist. Hinzu kamen Wartehäuser mit Fahrkartenautomaten.
Das ehemalige Empfangsgebäude beherbergt seit den 1980er Jahren ein Restaurant mit Biergarten unter wechselnden Besitzern. 2008/2009 wurde das Gebäude entkernt, restauriert und teilweise umgebaut.

## Bedienung
Durchgeführt wird der Schienenpersonennahverkehr von der DB Regio NRW, die für die Eifelbahn Diesel-Triebwagen der Baureihen 620 und 622 in teilweise gemischter Ein- bis Dreifachtraktion für Geschwindigkeiten bis zu 140 km/h einsetzt. Für den gesamten Personennahverkehr gilt der Tarif des Verkehrsverbundes Rhein-Sieg (VRS) und tarifraumüberschreitend der NRW-Tarif.
Die RB 24 Eifelbahn hält einmal stündlich in Kierberg, vereinzelte Züge des RE 22 halten ebenfalls am Haltepunkt.
| Linie | Zuglauf | Takt                                               |
| ----- | --- | -------------------------------------------------- |
| RB 24 | Eifel-Bahn: Köln Messe/Deutz – Köln Hbf – Köln West – Köln Süd – Hürth-Kalscheuren – Brühl-Kierberg – Erftstadt – Weilerswist – Weilerswist-Derkum – Euskirchen-Großbüllesheim – Euskirchen – Satzvey – Mechernich – Scheven – Kall (– Urft (Steinfeld) – Nettersheim – Blankenheim (Wald) – Schmidtheim – Dahlem (Eifel) – Jünkerath – Lissendorf – Oberbettingen-Hillesheim – Gerolstein) (aufgrund von Hochwasserschäden längerfristig im Schienenersatzverkehr zwischen Kall und Gerolstein) Stand: April 2023 | 60 min (Köln–Kall) einzelne Züge (Kall–Gerolstein) |

## Geschichte

### Ehemaliger Kaiserbahnhof

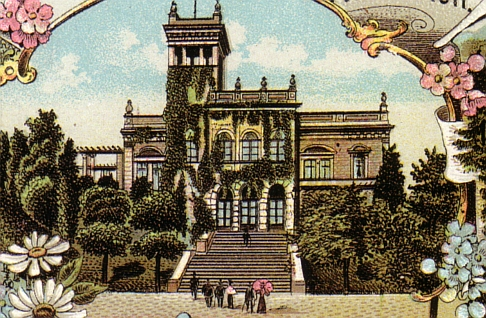
Der Kaiserbahnhof auf einer Postkarte aus dem 19. Jahrhundert

Der so genannte Kaiserbahnhof in Brühl-Kierberg bis 1874 am Ende der von der Brühler Innenstadt heraufführenden Kaiserstraße errichtet. Seine besonders aufwändige Gestaltung verdankt es Kaiser Wilhelm I., dem der Bahnhof als Zwischenhalt für seine jährlichen Besuche der Herbstmanöver in der Eifel diente. Für den kaiserlichen Zug war extra ein Abstellgleis auf der nördlichen Streckenseite angelegt. Insofern war der historische Bahnhof auch im Sinne der Reichsbahndefinition ein echter Bahnhof. Vom Bahnhof fuhr der Kaiser mit der Kutsche über die Kaiserstraße zum Brühler Schloss, in dem er übernachtete. Der den Bahnhof umgebende Kierberger Bahnhofspark wurde vom Brühler Gärtnermeister Stephan Schäfer angelegt. Er ist mit zahlreichen Plastiken nach antiken Vorbildern geschmückt. Der Raub der Proserpina wurde mutmaßlich für eine der Pariser Weltausstellungen geschaffen. Hinzu kommt ein seltener Baumbestand.

### Vertrag über den Anschluss eines Grubenbahnhofs an den Bahnhof Kierberg

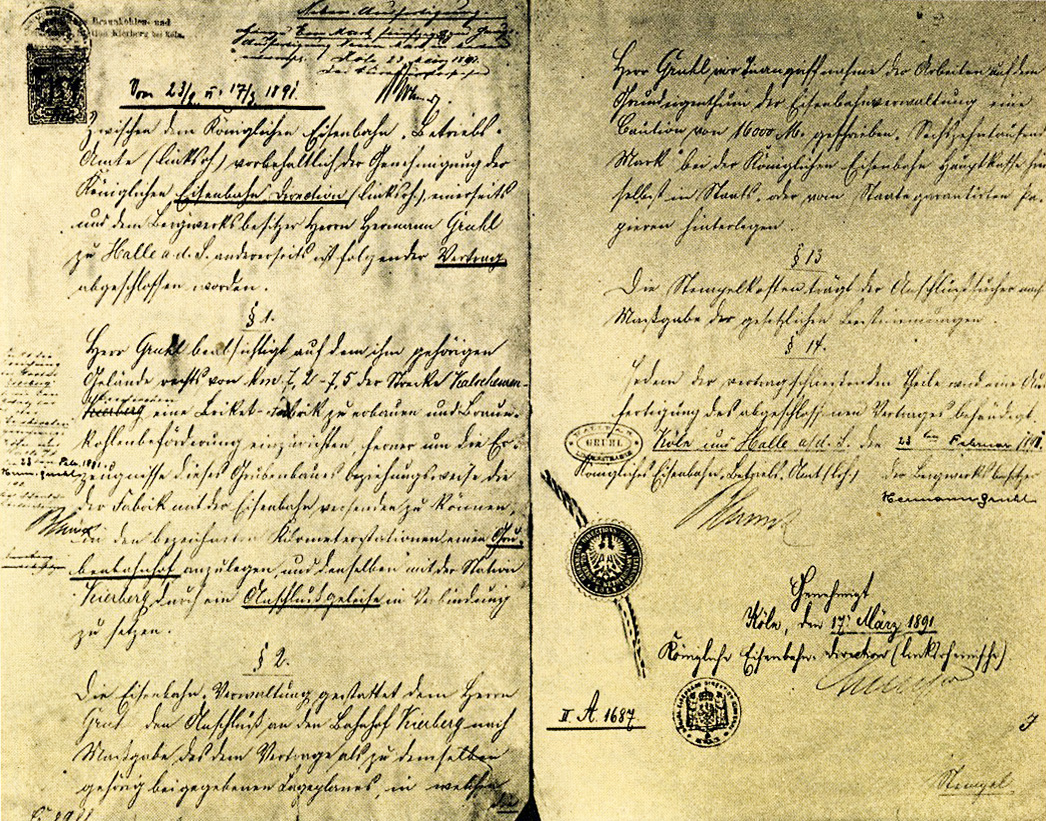
Vertragswerk zum Bau des Güterbahnhofs Kierberg 1891

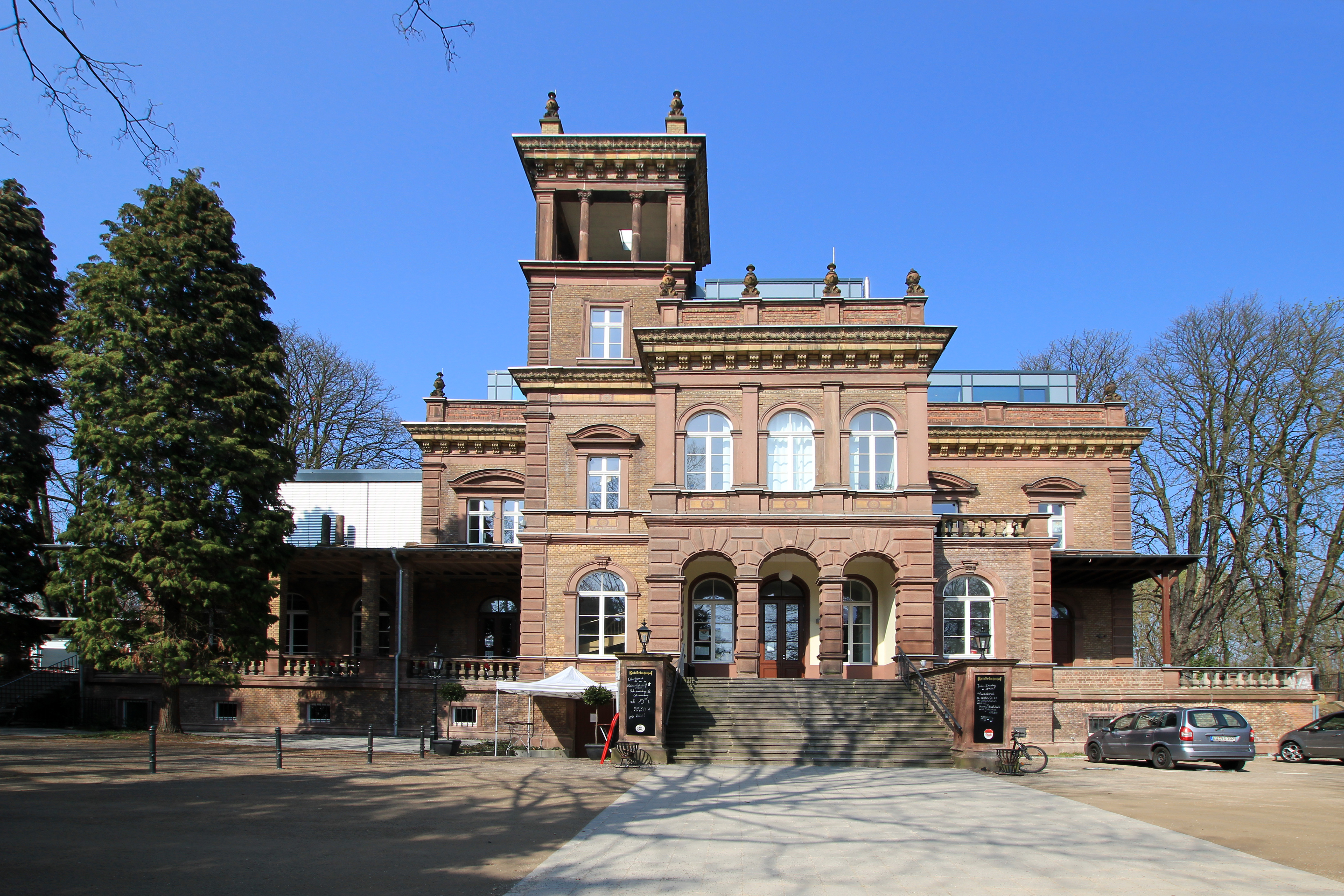
Ehemaliges, denkmalgeschütztes Empfangsgebäude

Zwischen dem Königlichen Eisenbahnbetriebsamt in Cöln und dem damaligen Bergwerksbesitzer Hermann Gruhl zu Halle an der Saale (später in Brühl ansässig) wurde im März 1891 – vorbehaltlich der Genehmigung der Königlichen Eisenbahndirektion, kurz „KED“, ebenfalls in Cöln – ein Vertrag geschlossen. Der in mehrere Paragraphen unterteilte Vertragstext beinhaltete im Wesentlichen folgende Abmachungen.

„„Herr Gruhl beabsichtigt auf dem ihm gehörigen Gelände rechts von Kilometer 7,2–7,5 der Strecke Kalscheuren – Kierberg Euskirchen eine Briket-Fabrik zu erbauen und Braunkohlenbeförderung einzurichten, ferner um die Erzeugnisse dieses Grubenbaues beziehungsweise die der Fabrik mit der Eisenbahn versenden zu können, an den bezeichneten Kilometerstationen einen Grubenbahnhof anzulegen und denselben mit der Station Kierberg durch ein Anschlußgeleise in Verbindung zu setzen.“
„Die Eisenbahnverwaltung gestattet dem Herrn Gruhl den Anschluss an den Bahnhof Kierberg nach Maßgabe des dem Vertrage als zu demselben gehörig beigegebenen Lageplanes“ … (wird) „Herr Gruhl vor Inangriffnahme der Arbeiten auf dem Grundeigenthum der Eisenbahnverwaltung eine Caution von 1600 M, geschrieben „Sechszehnhundert Mark“ bei der Königlichen Eisenbahn Hauptkasse hierselbst in Staats oder vom Staat garantierten Papieren hinterlegen.“
„Die Stempelkosten trägt der Anschlusssucher nach Maßgabe der gesetzlichen Bestimmungen.“
„Jedem der vertragsschließenden Theile wird eine Ausfertigung des abgeschlossenen Vertrages behändigt.“
Cöln und Halle a. d. S., den 23. Februar 1891. Der Bergwerksbesitzer Hermann Gruhl, (Unterschrift)
Königliches Eisenbahn-Betriebsamt (linksrheinisch), (Unterschrift)
Genehmigt, Cöln, den 17. März 1891 Königliche Eisenbahn-Direktion“

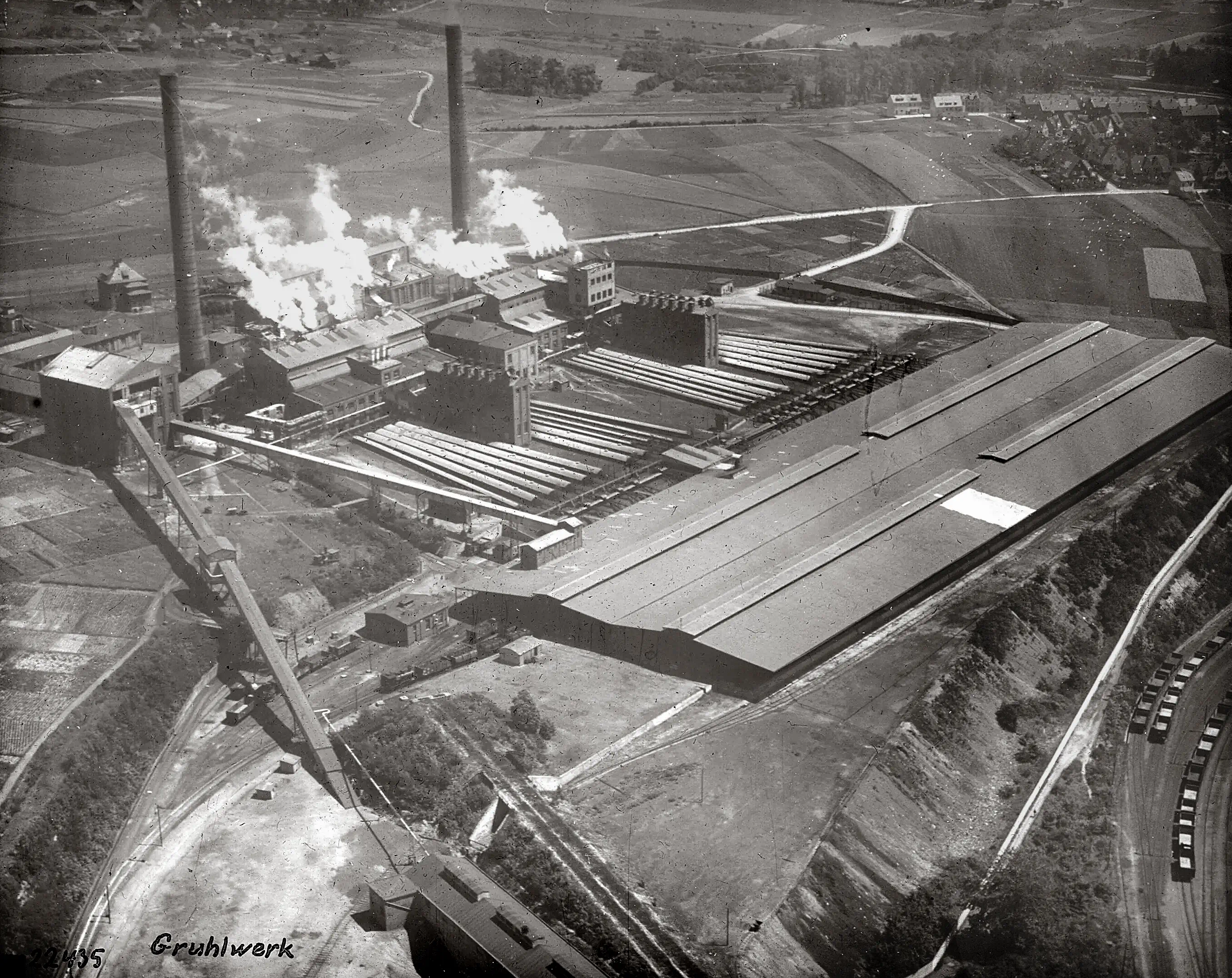
Der Anschluss Gruhlwerk II aus der Luft

Der Anschluss war gedacht für Grube und Brikettfabrik Gruhlwerk I südwestlich von Heide, die am 2. September 1892 ihren Betrieb aufnahm. Der Anschluss war der vorerst letzte der Brühler Gruben von Grube Donatus bei Liblar über Grube Brühl, Roddergrube bis Gruhlwerk I. 1913/16 kam noch Gruhlwerk II nördlich von Heide und noch näher zum Bahnhof Kierberg dazu, die alle an die Eifelbahn angeschlossen waren.